# Henri Lubatti
Henri Lubatti – amerykański aktor.
Urodził się w Seattle. Skończył University of Washington Drama School. Jedną z ostatnich ról Henriego Lubatti był bośniacki terrorysta, Ilija Korjenić z serialu Uśpiona komórka. Brał również udział w dramacie „24” - grał drugorzędną rolą zabójcy o imieniu Jovan Myovic. Pojawił się także w czwartym sezonie Życie na fali jako były mąż Taylor Townsend. W Dawno, dawno temu wcieli się w postać Lumière, świecznika w filmie Disneya pt. „Piękna i Bestia”.